# خورخه ادواردز
 خورخه ادواردز (انگلیسی: Jorge Edwards؛ زادهٔ ۲۹ ژوئن ۱۹۳۱ - درگذشتهٔ ١٧ مارس ٢٠٢٣) دیپلمات اهل شیلی بود.
وی برنده جوایزی همچون جایزه ملی ادبیات شیلی و جایزه سروانتس شده بود.